# Leucochimona icare
Leucochimona icare is een vlindersoort uit de familie van de prachtvlinders (Riodinidae), onderfamilie Riodininae.
Leucochimona icare werd in 1819 beschreven door Hübner.